# Baeus jenningsi
Baeus jenningsi är en stekelart som beskrevs av Stevens 2007. Baeus jenningsi ingår i släktet Baeus och familjen Scelionidae. Inga underarter finns listade.